# Дисконтна політика
Диско́нтна полі́тика (англ. discount policy) — одна із форм реалізації грошово-кредитної політики центрального банку, направлена на регулювання економіки за допомогою впливу на попит і пропозицію на ринку капіталу шляхом стимулювання розширення або зниження обсягів кредитування економіки, впливу на темпи інфляції, а також валютний курс і стан платіжного балансу країни. Якщо Центральний банк підвищив банківські ставки, метою є зменшення грошової маси в економіці. З високими ставками, очікується, що люди не братимуть кредити та заощаджуватимуть гроші в банку. Тому кількість грошей буде зменшена. Політика підвищення банківських ставок використовується для притискання інфляції. Тим часом, якщо центральний банк знижує банківські ставки, він має на меті збільшити обсяг грошової маси. З низькими ставками не очікується, що люди будуть економити гроші в банку. Таким чином, кількість грошей, що циркулюють у суспільстві, збільшуватиметься. Зниження банківських ставок проводиться Центральним банком, якщо економіка увійде в рецесію або якщо економіка зіткнеться з дефляцією.
Виділяють також окремо валютну дисконтну політику.
Будучи однією з форм грошово-кредитної і валютної політики, дисконтна політика виконує дві функції — внутрішню і зовнішню. Зміна облікової ставки впливає на рівень процентних ставок у країні. Підвищуючи облікову ставку відсотка за кредит, центральний банк сприяє зниженню попиту на кредитні гроші, а знижуючи відсоток, активізує попит. Зовнішня функція дисконтної політики при підвищенні облікової ставки спрямована на залучення іноземних капіталів і підвищення курсу національної валюти. Ефективність зовнішньої функції дисконтної політики залежить від припливу (або відтоку) іноземного короткострокового капіталу, однак його міжнародний рух визначається не тільки рівнем процентних ставок, але і критерієм надійності інвестицій. Звідси випливає короткочасність і порівняно низька ефективність дисконтної політики.
Банки враховують різницю процентних ставок на національних і світових валютних і кредитних ринках. Отримуючи більш дешевий кредит у країні, де ставки нижчі, вони розміщують запозичену іноземну валюту на національному (або іншому) кредитному ринку, де процентні ставки вищі.

## Політика ставки дисконтування США

Печать Федеральної резервної системи уряду США

Федеральна резервна система США позичає гроші відповідному комерційному закладу, який називається дисконтним вікном, цілеспрямовано створений у 1913 році як засіб для управління центральним банком у Сполучених Штатах.